# Volutopsius
Volutopsius — род морских брюхоногих моллюсков из семейства трубачей (Buccinidae).
Высота раковины от 1,23 (Volutopsius castaneus) до 8 см (Volutopsius norwegicus). Распространены в северных частях Атлантического и Тихого океанов, а также в Северном Ледовитом океане. Донные животные, встречаются на глубине от 15 до 1267 м от умеренных до полярных вод. Безвредны для человека, их охранный статус не определён, не являются объектами промысла.

## Виды
На июль 2024 известно 13 описанных видов:
- Volutopsius castaneus (Mörch, 1858)
- Volutopsius fragilis (Dall, 1891)
- Volutopsius gracilis J. H. McLean & R. N. Clark, 2023
- Volutopsius middendorffi (Dall, 1891)
- Volutopsius nanus J. H. McLean & R. N. Clark, 2023
- Volutopsius norwegicus (Gmelin, 1791)
- Volutopsius pallidus Tiba, 1973
- Volutopsius regularis Dall, 1873
- Volutopsius scotiae Fraussen, McKay & Drewery, 2013
- Volutopsius simplex Dall, 1907
- Volutopsius stefanssoni Dall, 1919
- Volutopsius stejnegeri (Dall, 1884)
- Volutopsius trophonius Dall, 1902